# Australoactina incisuralis
Australoactina incisuralis är en tvåvingeart som först beskrevs av Macquart 1847.  Australoactina incisuralis ingår i släktet Australoactina och familjen vapenflugor. Inga underarter finns listade i Catalogue of Life.